# Sneads Ferry
Sneads Ferry es un lugar designado por el censo ubicado en el condado de Onslow en el estado estadounidense de Carolina del Norte. La localidad en el año 2000, tenía una población de 2.248 habitantes en una superficie de 15.1 km², con una densidad poblacional de 231 personas por km².

## Geografía
Sneads Ferry se encuentra ubicado en las coordenadas 34°33′7″N 77°23′12″O / 34.55194, -77.38667. Según la Oficina del Censo, la localidad tiene un área total de 15,1 km² (5,8 mi²), de la cual 9,7 km² (3,7 mi²) es tierra y 5,4 km² (2,1 mi²) (35.79%) es agua.

### Localidades adyacentes
El siguiente diagrama muestra a las localidades en un radio de 24 kilómetros (14,9 mi) de Sneads Ferry.

## Demografía
En el 2000 la renta per cápita promedia del hogar era de $34.509, y el ingreso promedio para una familia era de $37.765. El ingreso per cápita para la localidad era de $16.355. En 2000 los hombres tenían un ingreso per cápita de $30.625 contra $28.542 para las mujeres. Alrededor del 13.50% de la población estaba bajo el umbral de pobreza nacional.